# Luva

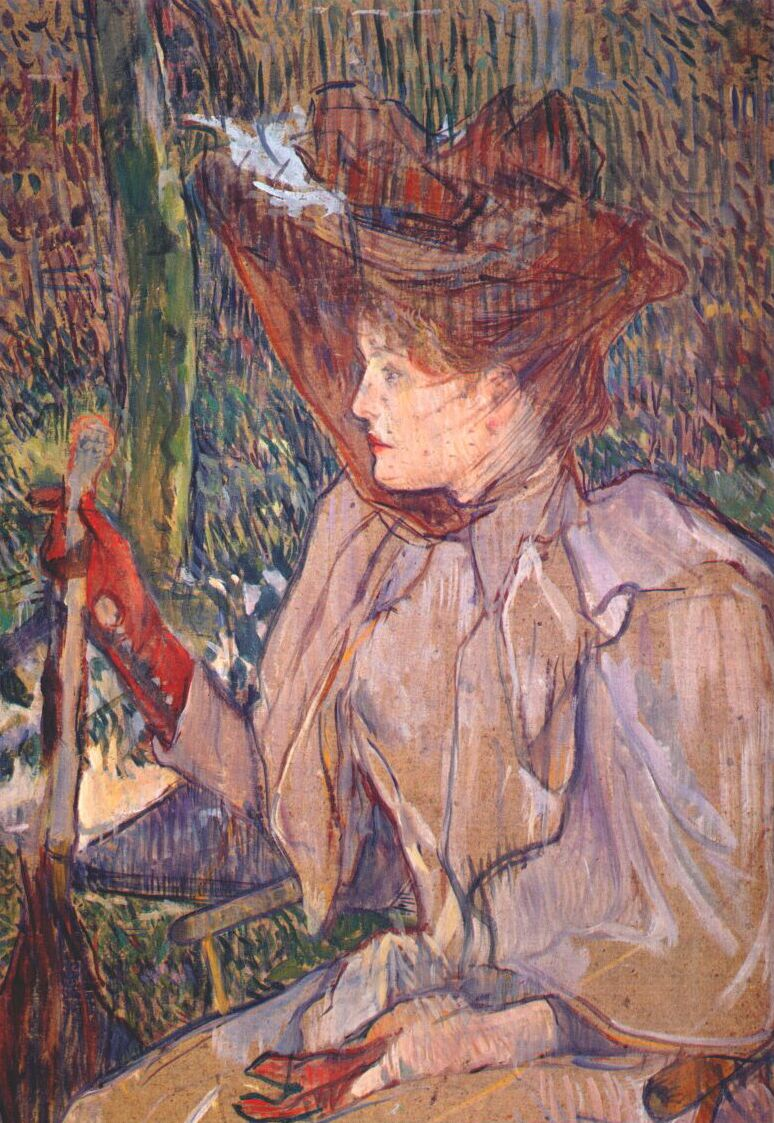
Uma mulher com luvas, pintura de Toulouse-Lautrec

Uma luva é uma vestimenta que cobre a mão, com bainhas ou aberturas separadas para cada dedo, incluindo o polegar.  As luvas protegem e confortam as mãos contra frio ou calor, danos por fricção, abrasão ou produtos químicos e doenças; ou, por sua vez, fornecer uma proteção para o que uma mão nua não deve tocar.
As luvas são feitas de materiais como tecido, lã de malha ou feltrada, couro, borracha, látex, neoprene, seda e metal (no correio). Luvas de kevlar protegem o usuário de cortes. Luvas e manoplas são componentes integrais de trajes de pressão e trajes espaciais.
Luvas descartáveis de látex, borracha nitrílica ou vinil são frequentemente usadas por profissionais de saúde como medidas de higiene e proteção contra contaminação. Os policiais costumam usá-los para trabalhar em cenas de crime para evitar a destruição de evidências na cena. Muitos criminosos usam luvas para evitar deixar impressões digitais, o que torna a investigação do crime mais difícil. No entanto, as próprias luvas podem deixar impressões tão únicas quanto as impressões digitais humanas.
Se houver uma abertura, mas nenhuma bainha de cobertura (ou curta) para cada dedo, elas são chamadas de luvas sem dedos. Luvas sem dedos são úteis onde é necessária destreza que as luvas restringiriam. Fumantes de cigarro e organistas de igrejas às vezes usam luvas sem dedos. As luvas de ciclismo para corridas de estrada ou turismo geralmente não têm dedos. Os guitarristas também podem usar luvas sem dedos em circunstâncias em que está muito frio para tocar com a mão descoberta.
Um híbrido de luva e luva contém bainhas abertas para os quatro dedos (como em uma luva sem dedos, mas não para o polegar) e um compartimento adicional encapsulando os quatro dedos. Este compartimento pode ser levantado dos dedos e dobrado para trás para permitir que os dedos individuais facilitem o movimento e o acesso enquanto a mão permanece coberta. O design usual é que a cavidade da luva seja costurada apenas na parte de trás da luva sem dedos, permitindo que ela seja virada (normalmente retida por Velcro ou um botão) para transformar a roupa de uma luva em uma luva. Esses híbridos são chamados de luvas conversíveis ou "glittens".

## História

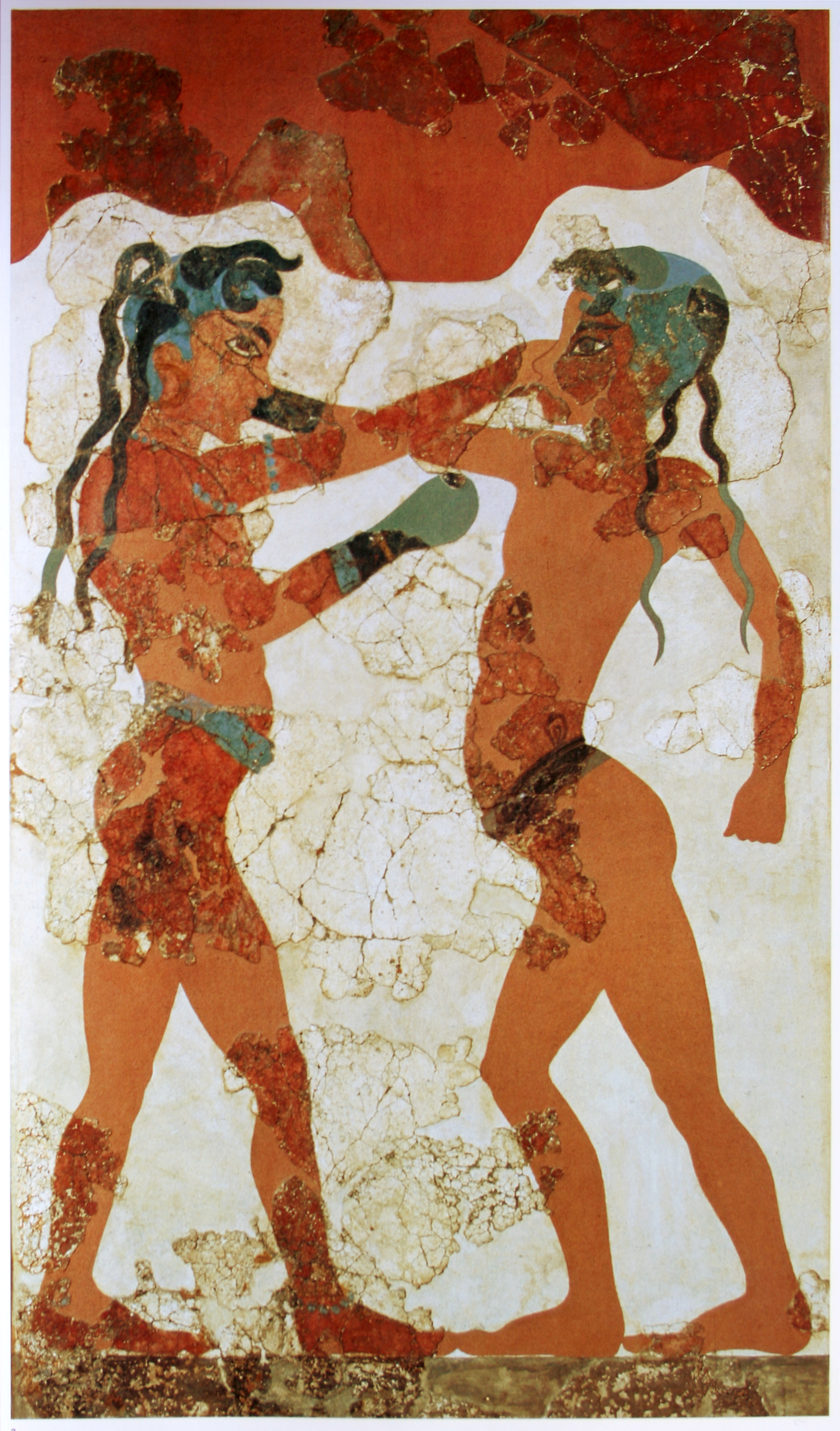
Jovens minoicos boxeando, afresco de Cnossos. Um dos primeiros usos documentados de luvas.

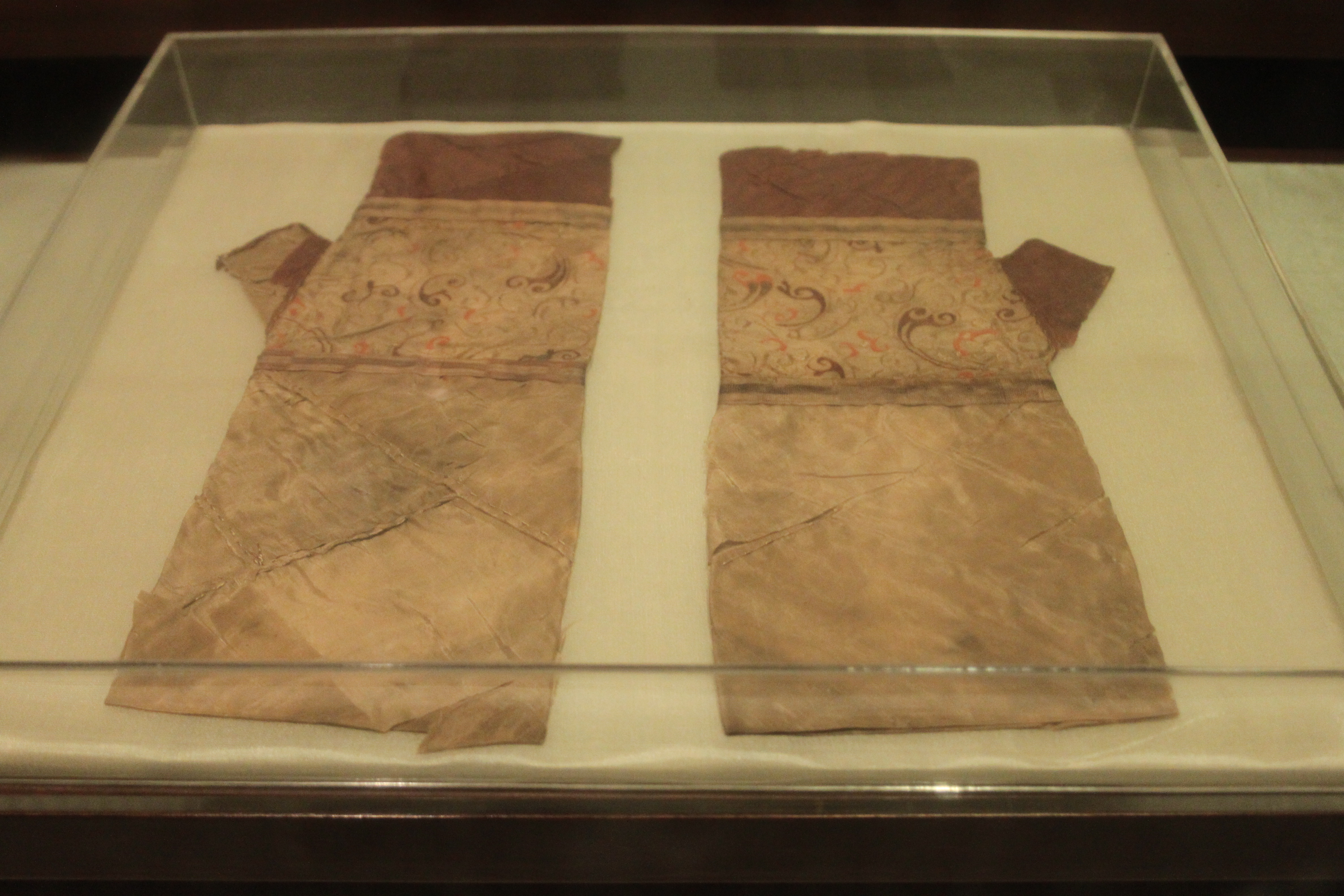
Luvas sem dedos da Dinastia Han, século II a.C., seda bordada da sericultura, escavadas em Mawangdui.

As luvas parecem ser de grande antiguidade. Elas são retratadas em uma tumba egípcia antiga datando da 5ª dinastia. De acordo com algumas traduções da Odisseia de Homero, Laertes é descrito usando luvas enquanto caminhava em seu jardim para evitar os espinheiros. (Outras traduções, entretanto, insistem que Laertes puxou suas mangas longas sobre as mãos.) Heródoto, em A História de Heródoto (440 a.C.), conta como Leotíquides foi incriminado por uma luva (manopla) cheia de prata que ele recebeu como suborno. Há referências ocasionais ao uso de luvas entre os romanos também. Plínio, o Jovem (c. 100), o escritor de taquigrafia de seu tio usava luvas no inverno para não impedir o trabalho de Plínio, o Velho.
Uma manopla, que poderia ser uma luva feita de couro ou algum tipo de armadura de metal, era uma parte estratégica da defesa de um soldado durante toda a Idade Média, mas o advento das armas de fogo tornou o combate corpo a corpo raro. Como resultado, a necessidade de manoplas desapareceu.
Durante o século XIII, as luvas começaram a ser usadas pelas damas como um ornamento de moda. Elas eram feitas de linho e seda, e às vezes chegavam até o cotovelo. Tais adornos mundanos não eram para mulheres santas, de acordo com o Ancrene Wisse do início do século XIII, escrito para sua orientação. Leis suntuárias foram promulgadas para restringir esta vaidade: contra luvas de samita em Bolonha, 1294, contra luvas perfumadas em Roma, 1560.
Uma corporação de Paris ou guilda de luvreiros (gantiers) existiu desde o século XIII. Eles as faziam em pele ou em pelo.
Por volta de 1440, na Inglaterra os luvreiros se tornaram membros da Guilda dos Dubbers ou Encadernadores até formarem sua própria guilda durante o reinado de Isabel I. A Companhia dos Luvreiros foi incorporada em 1613.
Não foi até o século XVI que as luvas alcançaram sua maior elaboração, no entanto, quando a Rainha Isabel I estabeleceu a moda de usá-las ricamente bordadas e enjoyadas, e de colocá-las e tirá-las durante audiências para chamar atenção para suas belas mãos. O retrato "Ditchley" de 1592 a mostra segurando luvas de couro em sua mão esquerda. Em Paris, os gantiers se tornaram gantiers parfumeurs, pelos óleos perfumados, almíscar, âmbar-gris e civeta, que perfumavam as luvas de couro, mas seu comércio, que foi uma introdução na corte de Catarina de Médici, não foi especificamente reconhecido até 1656, em um brevet real. Fabricantes de luvas tricotadas, que não retinham perfume e tinham menos prestígio social, foram organizados em uma guilda separada, de bonnetiers que poderiam tricotar seda assim como lã. Tais trabalhadores já estavam organizados no século XIV. Luvas tricotadas eram um trabalho manual refinado que requeria cinco anos de aprendizado; trabalho defeituoso estava sujeito a confisco e queima. No século XVII, luvas feitas de pele macia de frango se tornaram elegantes. A mania por luvas chamadas "limericks" se espalhou. Esta moda particular foi produto de um fabricante em Limerick, Irlanda, que confeccionava as luvas da pele de bezerros não nascidos.

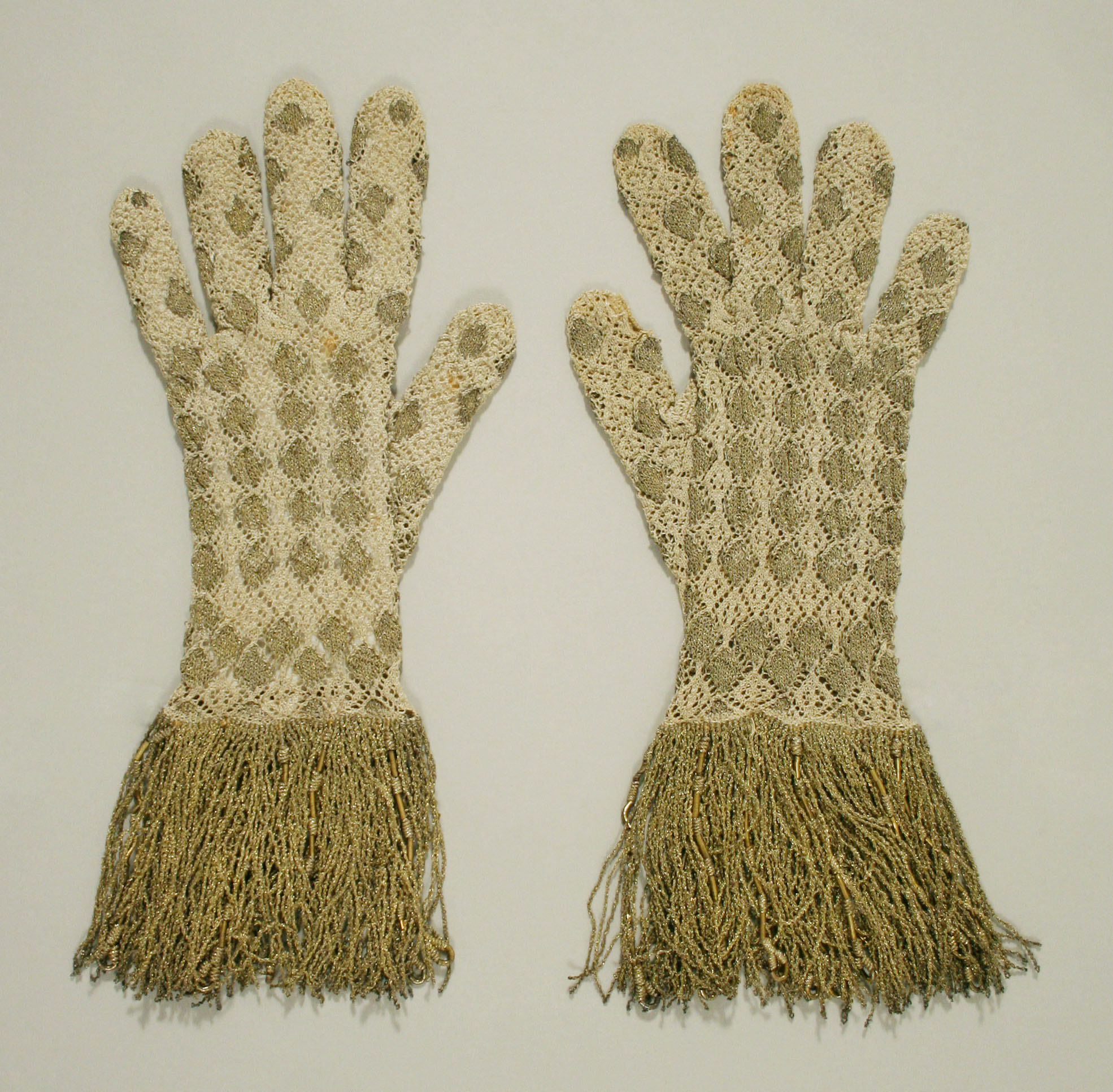
Luvas europeias, final do século XVII, seda, fio metálico. Museu Metropolitano de Arte.

Luvas bordadas e enjoyadas formavam parte das insígnias de imperadores e reis. Assim Mateus de Paris, ao registrar o sepultamento de Henrique II de Inglaterra em 1189, menciona que ele foi enterrado em suas vestes de coroação com uma coroa dourada em sua cabeça e luvas em suas mãos. Luvas foram encontradas nas mãos do Rei João quando sua tumba foi aberta em 1797 e nas do Rei Eduardo I quando sua tumba foi aberta em 1774. Luvas pontificais são ornamentos litúrgicos usados principalmente pelo papa, os cardeais, e bispos. Elas podem ser usadas apenas na celebração da missa. O uso litúrgico de luvas não foi rastreado além do início do século X, e sua introdução pode ter sido devida a um simples desejo de manter as mãos limpas para os santos mistérios, mas outros sugerem que foram adotadas como parte da crescente pompa com que os bispos carolíngios estavam se cercando. Do reino franco o costume se espalhou para Roma, onde luvas litúrgicas são mencionadas pela primeira vez na primeira metade do século XI.

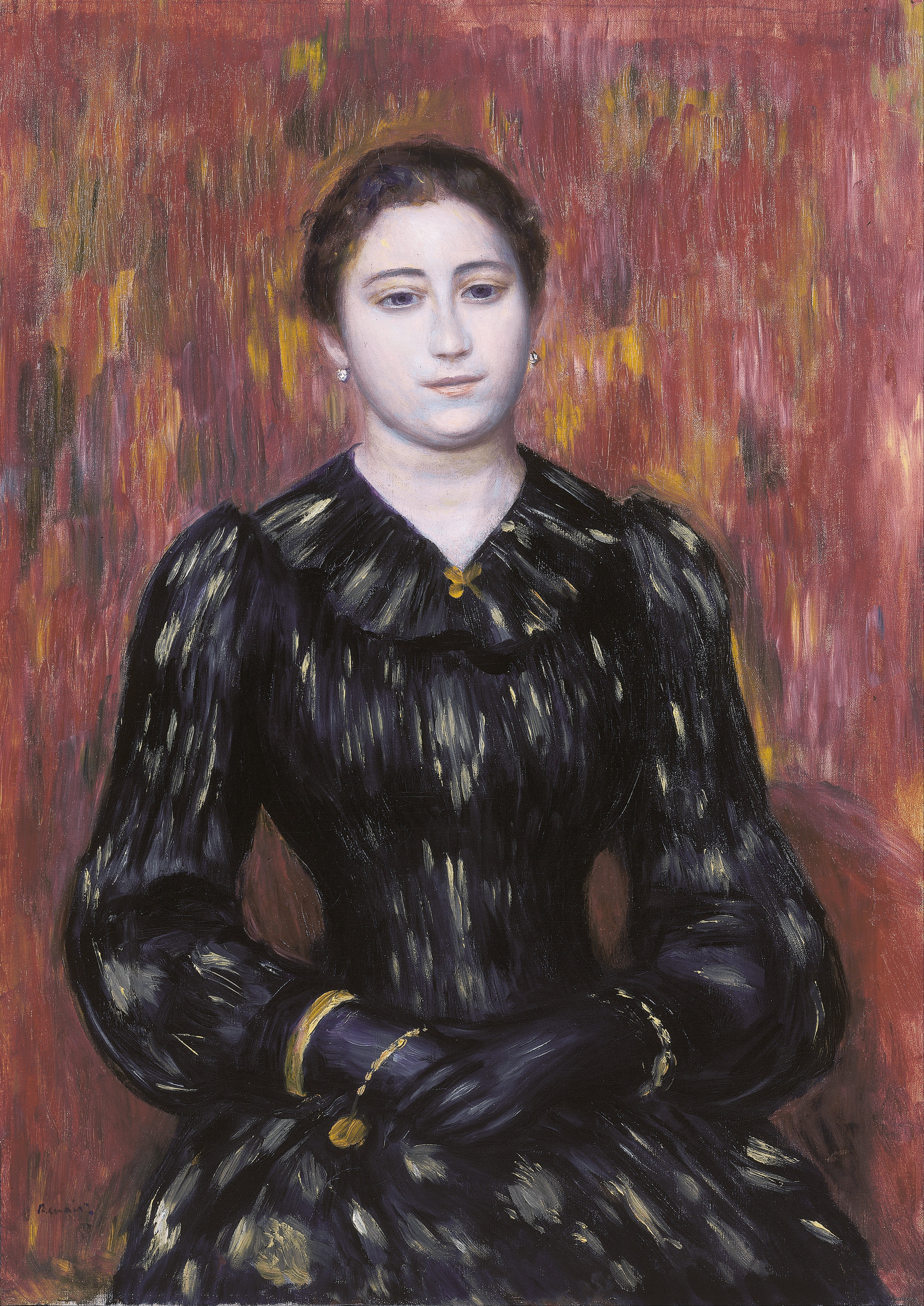
Retrato de Mme. Paulin usando luvas, Pierre-Auguste Renoir

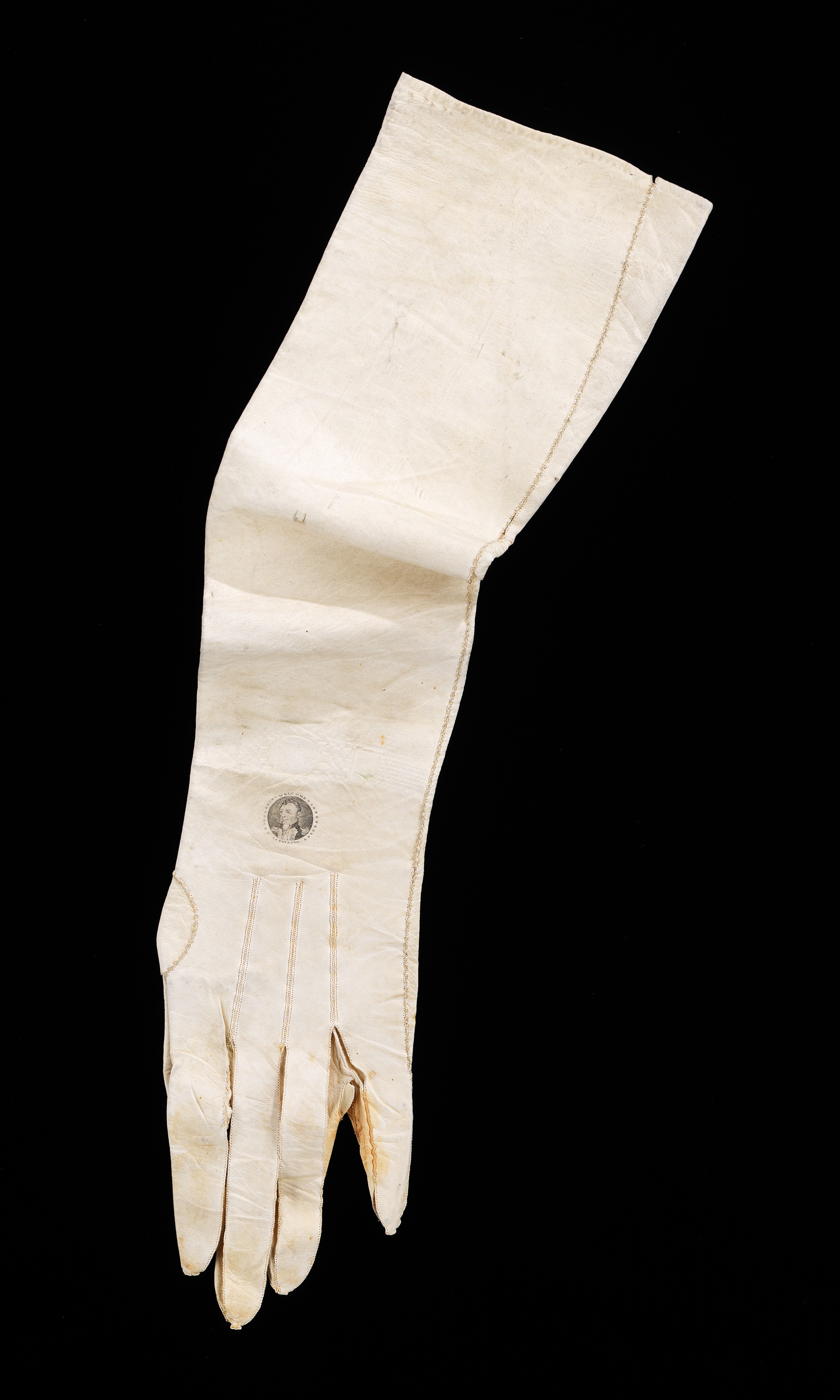
Uma luva comemorando a visita do General Lafayette aos Estados Unidos em 1824.

Quando mangas curtas entraram na moda nos anos 1700, as mulheres começaram a usar luvas longas, chegando até a metade do antebraço. Por volta de 1870, luvas abotoadas de pelica, seda, ou veludo eram usadas com vestidos de noite ou jantar, e luvas longas de camurça eram usadas durante o dia e ao tomar chá.
Principalmente durante o século XIX, o nome genérico ou comercial "luvas de Berlim" era usado para luvas de algodão branco laváveis e finas frequentemente usadas por criados, como mordomos ou garçons, e os menos abastados na vida civil. O termo também era usado para luvas de algodão branco usadas com o uniforme de gala pelos militares americanos na Primeira Guerra Mundial.
Em 1905, The Law Times fez uma das primeiras referências ao uso de luvas por criminosos para esconder impressões digitais, declarando: Para o futuro... quando o ladrão for roubar, um par de luvas formará uma parte necessária de seu equipamento.
Os primeiros carros de corrida da Fórmula 1 usavam volantes tirados diretamente de carros de estrada. Eles eram normalmente feitos de madeira, necessitando o uso de luvas de direção.
Luvas descartáveis de látex foram desenvolvidas pela empresa australiana Ansell.

## Luvas sem dedos

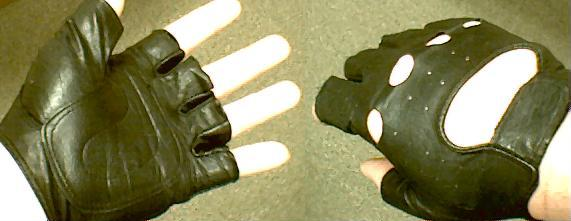
Luvas sem dedos de couro

Luvas sem dedos ou "luvetinhas" são peças de vestuário usadas nas mãos que se assemelham às luvas comuns na maioria dos aspectos, exceto que as colunas dos dedos são de meio comprimento e abertas, permitindo que a metade superior dos dedos do usuário fique exposta.
As luvas sem dedos frequentemente possuem acolchoamento na área da palma, para fornecer proteção à mão, e os dedos expostos não interferem na sensação ou no ato de agarrar. Em contraste com as luvas tradicionais completas, frequentemente usadas para aquecimento, as luvas sem dedos muitas vezes possuem um dorso ventilado para permitir que as mãos resfriem; isso é comumente visto em luvas de musculação.
As luvas sem dedos são usadas por ciclistas e motociclistas para melhor aderência ao guidão, assim como por praticantes de skate e patins, para proteger as palmas das mãos e adicionar aderência em caso de queda. Alguns pescadores, particularmente os de pesca com mosca, favorecem as luvas sem dedos para permitir a manipulação de linha e equipamentos em condições mais frias. As luvas sem dedos são comuns entre membros de bandas marciais, particularmente aqueles que tocam clarinete ou flauta transversal com furos abertos, devido à dificuldade de cobrir pequenos furos enquanto se usa luvas. A falta de tecido nas pontas dos dedos permite melhor uso de telas sensíveis ao toque, como em smartphones e tablets. Lutadores profissionais de MMA são obrigatórios a usar luvas sem dedos nas lutas.

## Luvas notáveis
Michael Jackson costumava usar uma única luva de joias na mão direita, o que ajudou a desenvolver seu visual característico. Tem sido objeto de vários leilões.
Uma luva de couro escuro tornou-se uma importante evidência no caso de assassinato de O. J. Simpson. O advogado de defesa de Simpson brincou "se não se encaixar, você deve absolver". A luva apresentada como evidência encolheu por ter sido encharcada de sangue, de acordo com algumas análises.

## Tipos de luvas
As luvas podem ser usadas nos esportes:
- luvas de boxe;
- luvas de esgrima;
- luvas de baseball;
- luvas de goleiro.

Existem também as luvas descartáveis, usadas por pessoas que lidam com produtos de limpeza ou profissionais da área da saúde.

## Galeria

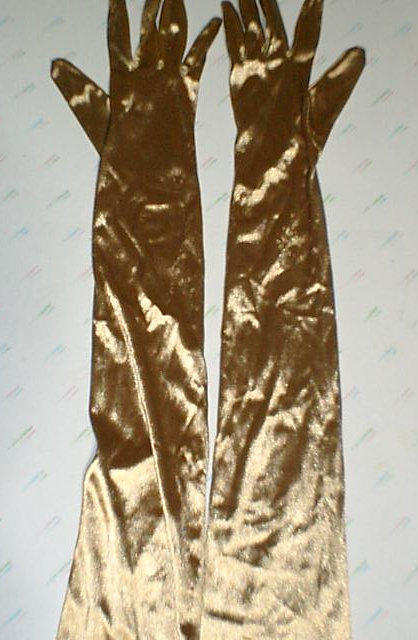
Luva de noite de cetim femininas
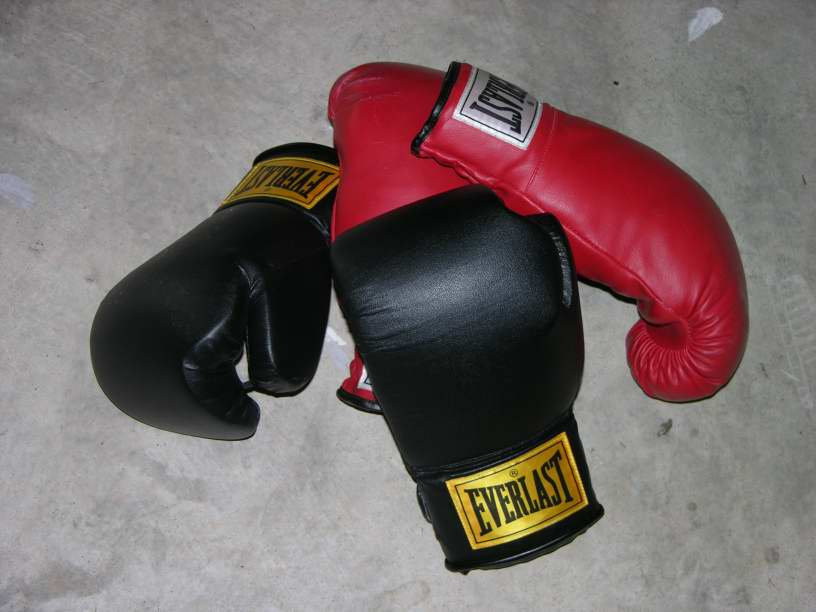
Luvas de boxe
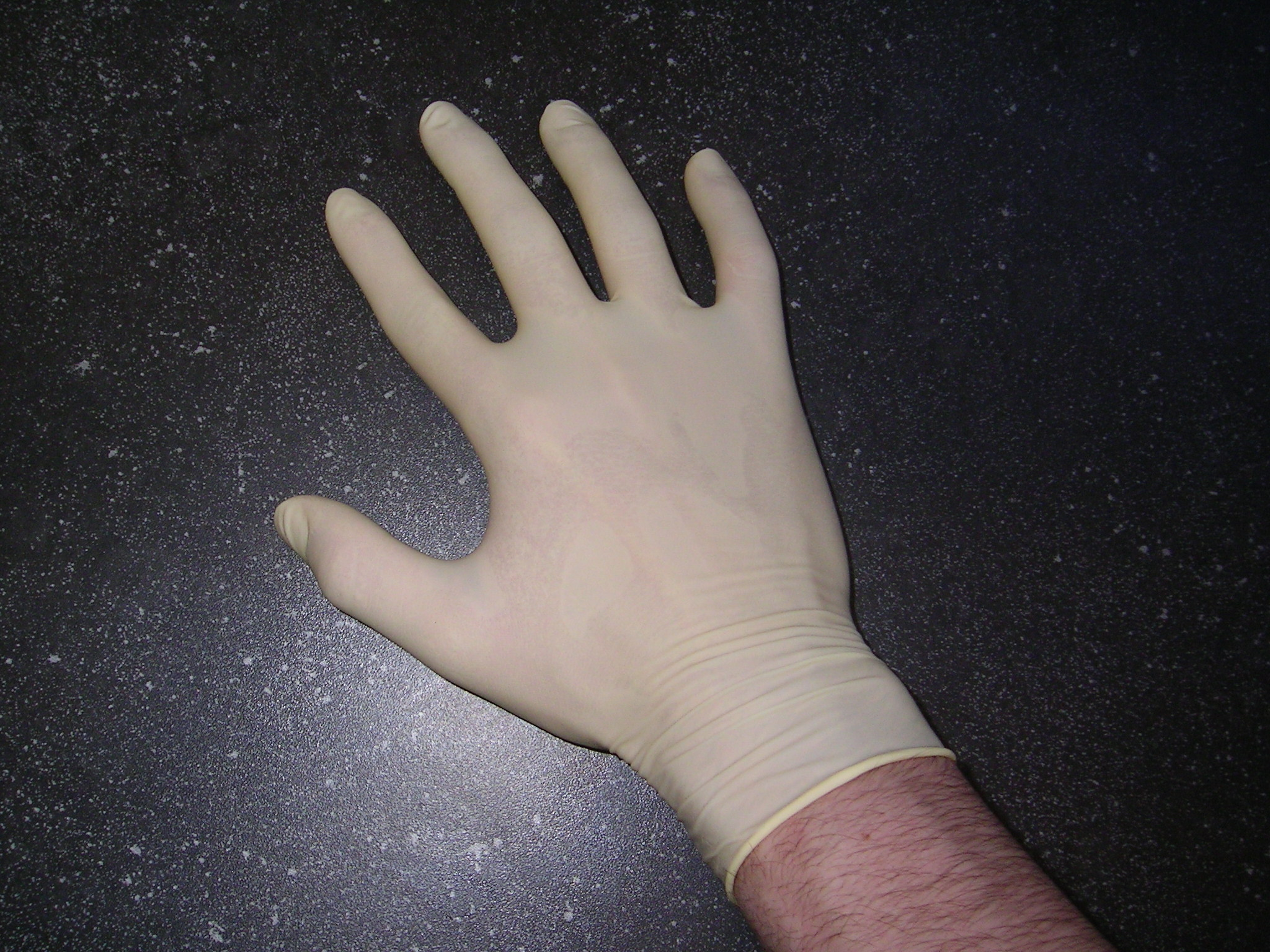
Luva de PVC
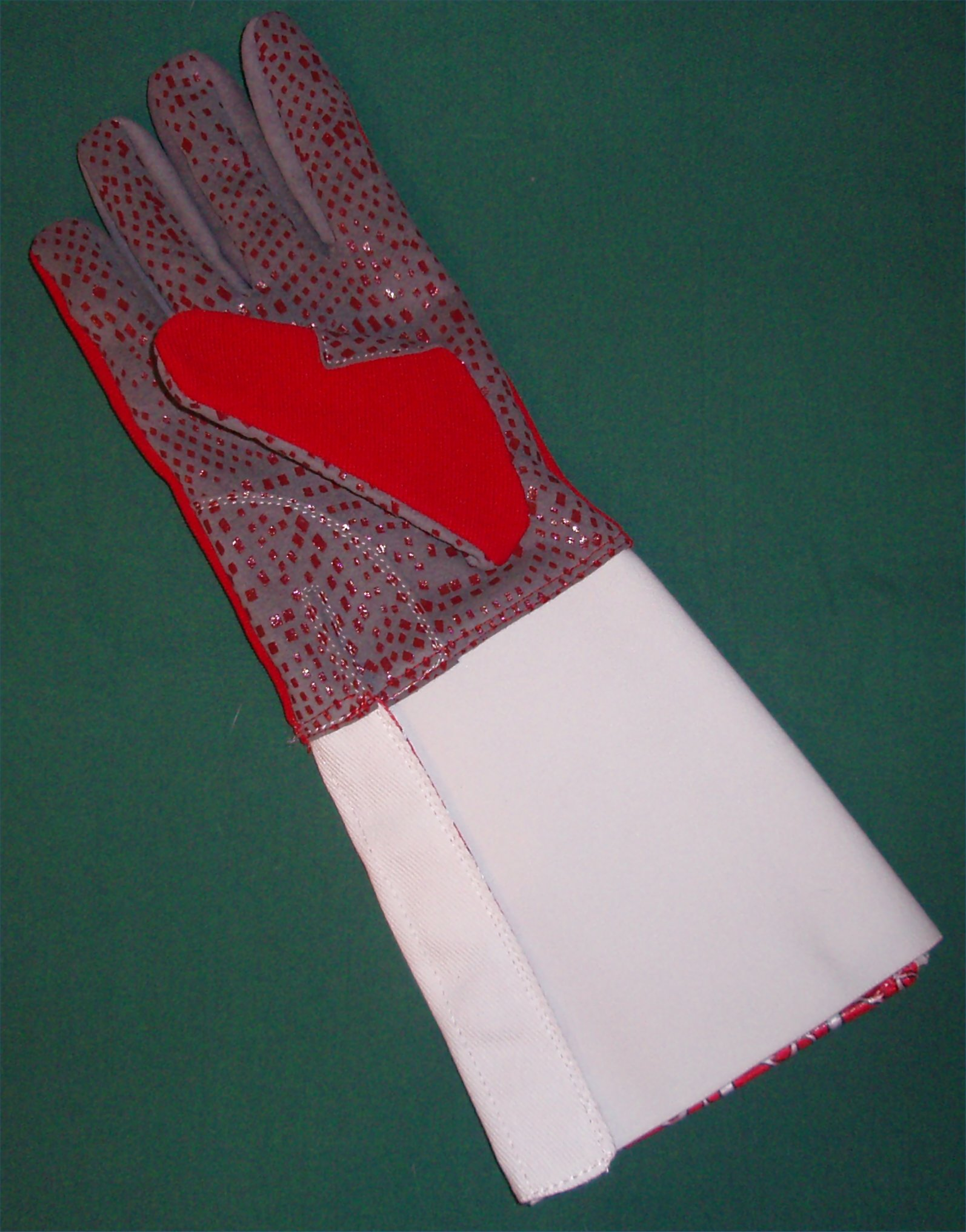
Luva de esgrima
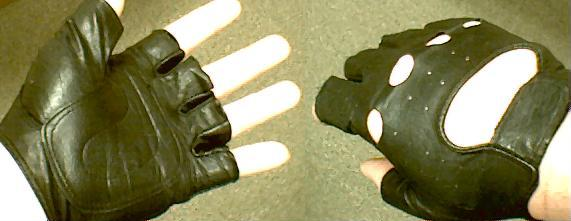
Luvas sem dedo, para dirigir
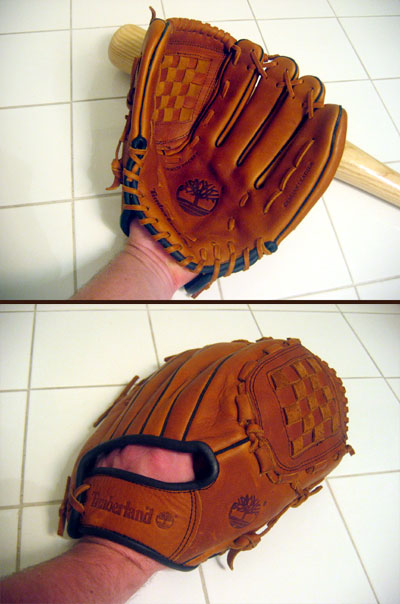
Luvas de baseball
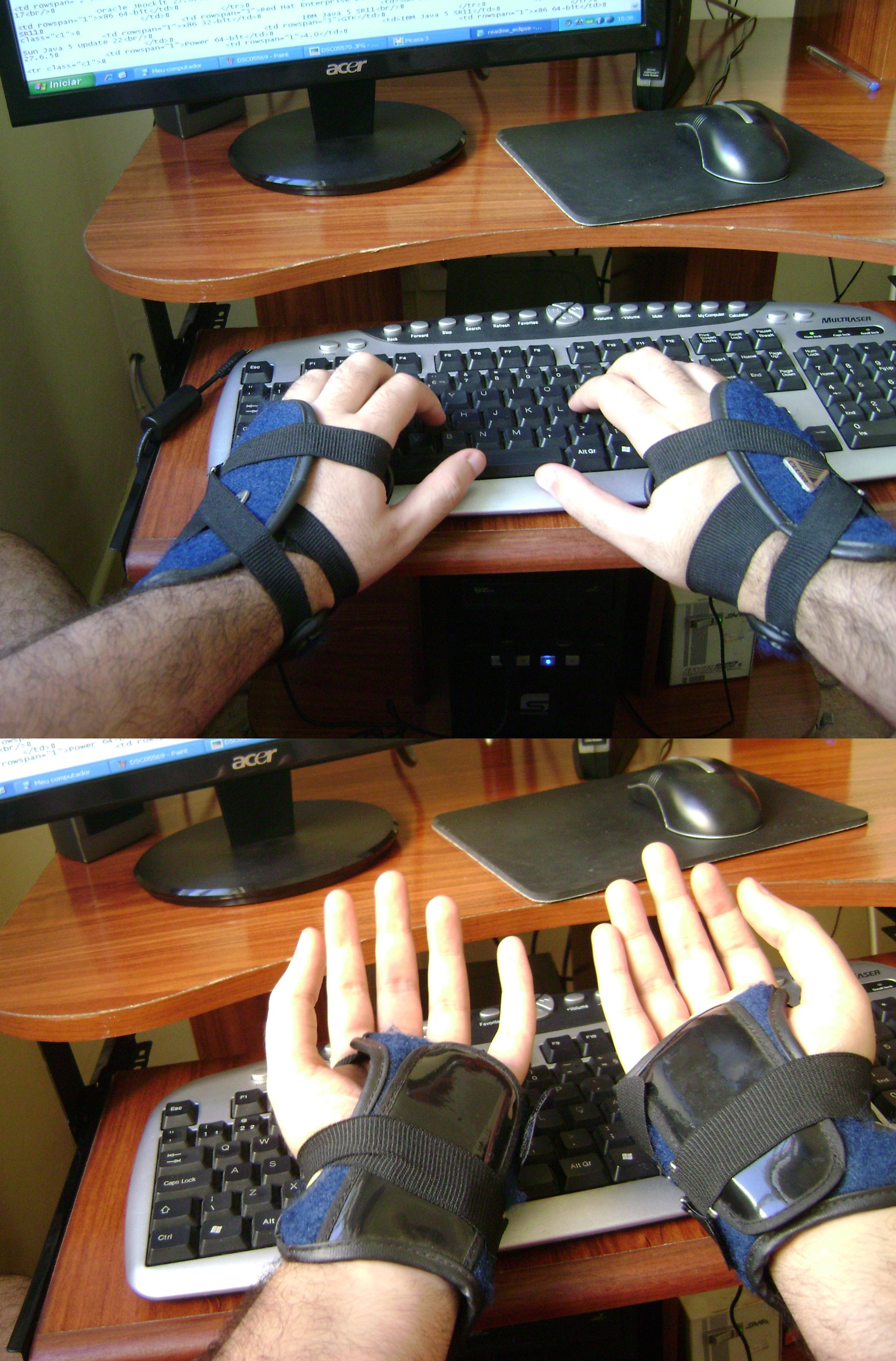
Luvas para evitar lesões por esforço repetitivo
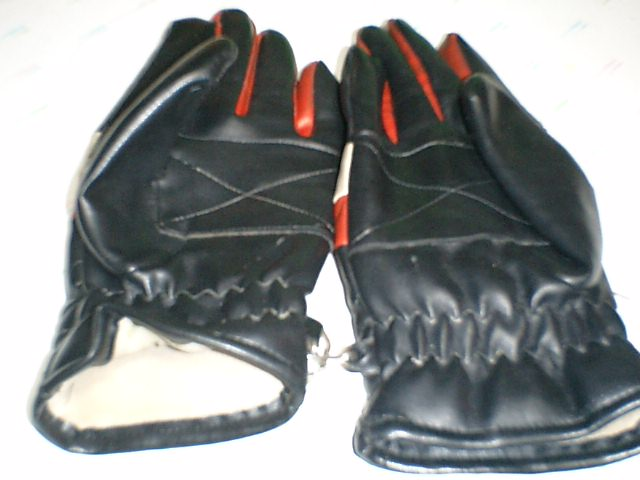
Luvas de couro
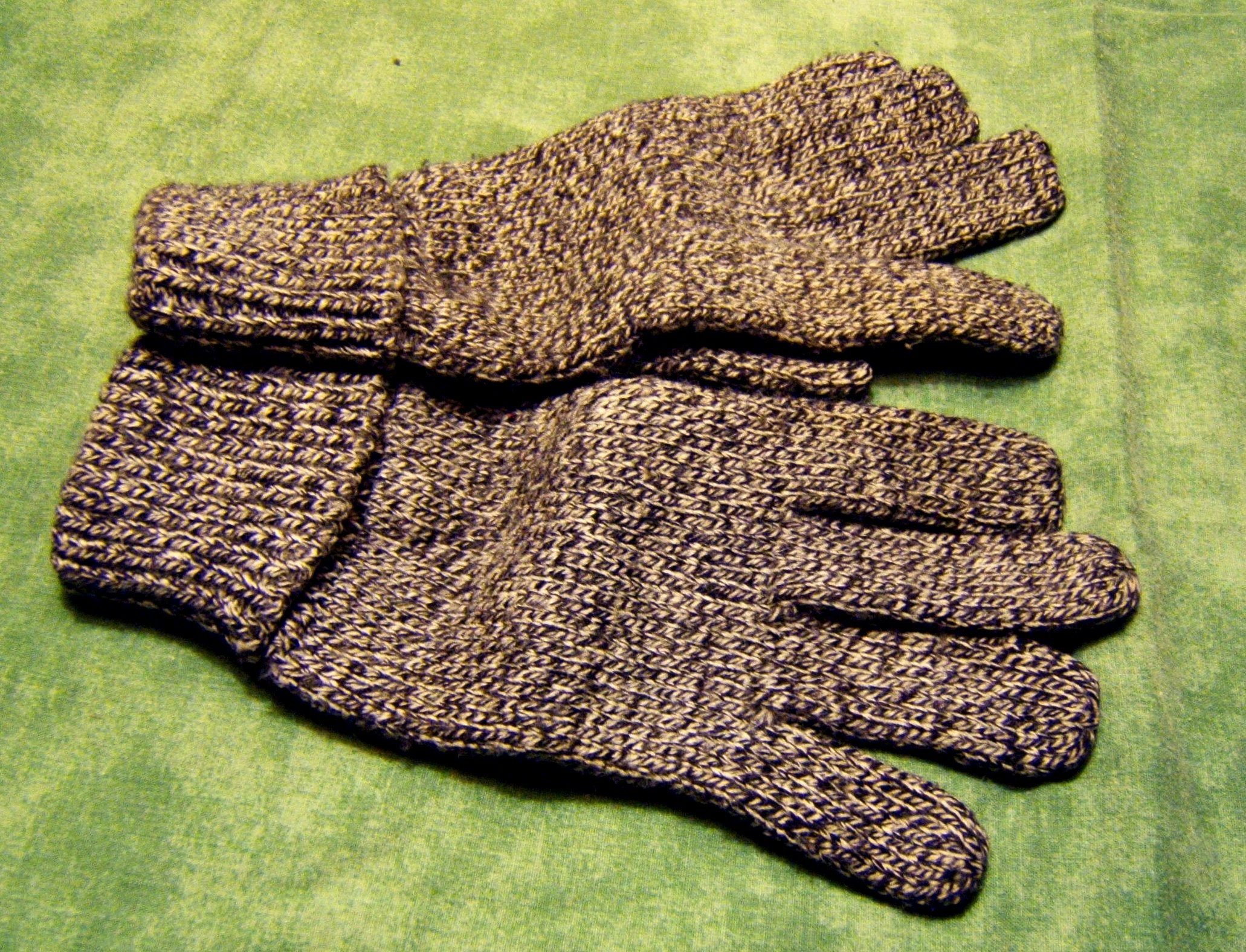
Luvas de lã para proteger do frio
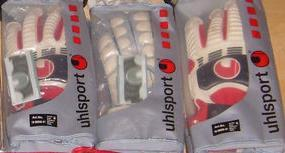
Luvas de goleiro

## Etimologia
O substantivo "luva" deriva do vocábulo gótico "glova".